# Guzmán Pereira
Ricardo Guzmán Pereira Méndez (Montevideo, 16 mei 1991) – voetbalnaam Guzmán Pereira – is een Uruguayaans voetballer die bij voorkeur als defensieve middenvelder speelt. Hij tekende in juli 2014 bij Universidad de Chile. Enkele maanden later debuteerde hij voor Uruguay.

## Clubcarrière
Guzmán Pereira debuteerde op 25 augustus 2010 voor Montevideo Wanderers in de Uruguayaanse Primera División tegen Nacional. Op 19 november 2013 vierde de defensief ingestelde middenvelder zijn eerste competitiedoelpunt tegen CS Cerrito. In 68 wedstrijden kwam hij driemaal tot scoren. In juli 2014 werd Guzmán Pereira getransfereerd naar het Chileense Universidad de Chile. Op 26 juli 2014 debuteerde hij in de Chileense Primera División tegen CD O'Higgins. Op 22 februari 2015 maakte hij zijn eerste treffer in de Chileense competitie tegen CD Universidad de Concepción.

## Interlandcarrière
Op 14 november 2014 maakte Guzmán Pereira zijn opwachting voor Uruguay in de vriendschappelijke interland tegen Costa Rica. Hij viel na 68 minuten in voor Nicolás Lodeiro. Vijf dagen later speelde hij zijn tweede interland tegen Chili, opnieuw als invaller.